# Социал-демократы (Дания)
Социал-демократы (Социал-демократическая партия Дании, СДПД) (дат. Socialdemokratiet) — датская левоцентристская социал-демократическая и велферистская политическая партия. В настоящее время является первой партией в стране по количеству депутатов в парламенте.
Связана с Центральным объединением профсоюзов Дании (ЦОПД) и Датским кооперативным движением. Член Социалистического интернационала, Прогрессивного альянса и Партии европейских социалистов.

## История

### XIX век
Партия ведет свою историю с октября 1871 года, когда был основан «Международный рабочий союз Дании» — датское отделение Первого интернационала. Год спустя союз был запрещен, а его лидеры (Луи Пио, Пауль Гелеф, Г. Ф. В. Брикс) арестованы. Его первый руководитель Луи Пио составил принятую в 1876 году первую партийную программу, повторявшую положения Готской программы СДПГ с упором на демократические, реформистские и парламентские средства движения к социализму. Печатным органом партии стала газета «Socialisten» (с 1874 «Socialdemokraten», в 1959—1987, в 1997—2001 «Aktuelt», в 1987—1997 «Det fri Aktuelt»).
12 февраля 1878 года движение воссоздано под названием «Социал-демократический союз» (нынешнее название получил в 1884 году), а в 1882 году впервые получило представительство в фолькетинге (парламенте). Партия заняла реформистские позиции, и её председатель Петер Кристиан Кнудсен исключал оттуда более радикальных членов, включая Николая Петерсена Лоренца и Герсона Трира, создавших Революционную социалистическую рабочую партию. В 1889 году партия становится членом Второго интернационала и с тех пор активно участвует в международных социал-демократических объединениях. Коллективное членство и поддержка профсоюзов обеспечили СДПД массовый характер и рост массовости, достигшей к 1918 году свыше 260 тыс. членов.

### XX век

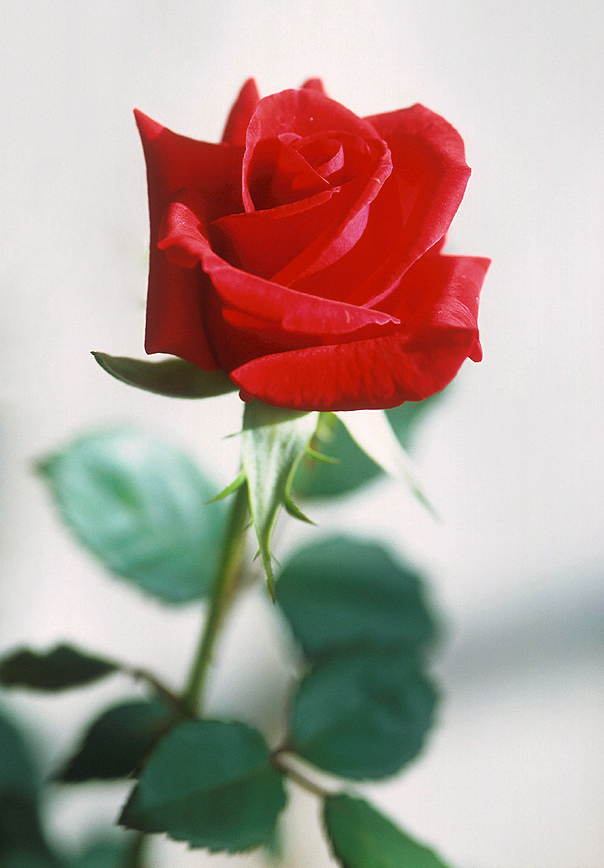
По аналогии с социал-демократическими партиями других стран символом датских социал-демократов является красная роза

В процессе индустриализации, охватившей Данию в начале XX века Социал-демократическая партия становится крупнейшей партией страны, что находит своё отражение в ходе парламентских выборов 1913 года, по итогам которых социал-демократы получают 32 депутатских мандата и даже могут претендовать на формирование коалиционного правительства со своими партнёрами — партией «Радикальная Венстре». Впрочем, лидирующей партией в политической системе Дании до Первой мировой войны все же остается «Венстре». Уже в 1917 году лидер социал-демократов Торвальд Стаунинг занял министерское кресло.
В 1924 году социал-демократы побеждают на выборах и формируют правительство во главе с Торвальдом Стаунингом. У власти партия оставалась лишь 2 года, но в 1929 году Стаунинг вновь формирует кабинет министров и пребывает в должности до 1942 года, получив в процессе лучший в своей истории электоральный результат на выборах 1935 года — 46,4 % — под лозунгом «Стаунинг или хаос».
В это время СДП, заключив с партиями «Радикальная Венстре» и «Венстре» соглашение 1933 года, проводит ряд социальных реформ в попытках преодолеть последствия мирового экономического кризиса. Так она заложила основы государства всеобщего благосостояния в Дании, увеличив государственные затраты на нужды безработных, введя субсидии для аграриев, улучшив положение рабочего класса и пенсионеров, но одновременно также запретив общенациональные забастовки.
После оккупации Дании нацистской Германией в апреле 1940 года официальное руководство СДП, чьё правительство санкционировало капитуляцию, предпочитало не вступать в конфликты с захватчиками, войдя в состав коалиционного правительства, вначале лояльного к гитлеровцам. Такой коллаборационизм, продлившийся до 1942 года, серьёзно ударил по авторитету партии, позиционировавшейся как социалистическая и антифашистская. В то же время, многие рядовые социал-демократы участвовали в движении Сопротивления, что помогло восстановлению репутации партии.
После окончания Второй мировой войны и вплоть до 1982 года социал-демократы находились у власти, за исключением четырех кратковременных периодов (с 1945 по 1947, с 1950 по 1953, с 1968 по 1971 и с 1973 по 1975). В 1947—1971 годах на парламентских выборах набирала порядка 39 % голосов, а в 1973—1998 — около 33 %. К 1948 году СДП достигла крупнейшей численности за всю историю — свыше 300 тыс. членов.
Усилия партии в этот период были направлены на повышение уровня благосостояния граждан, рост пенсий, объёмов пособий по болезни и травматизму, развитие сети социальных и образовательных учреждений. При этом во внешнеполитических вопросах в годы «холодной войны» СДП выступала с евроатлантических и антикоммунистических позиций, инициировав вступление Дании в НАТО (1949) и ЕЭС (1973).
В августе 1945 года в среднесрочном программном документе партии «Дания будущего» целями провозглашались экономическая демократия, полная занятость, общественный контроль над производством, торговлей и банковским делом. В 1961 году во втором (после программы 1913 года) долгосрочном партийном документе под названием «Путь вперед» партия высказалась за социальную рыночную экономику и государство всеобщего благосостояния. Это же повторял и третий (1977 года) долгосрочный документ «Солидарность, равенство и качество жизни», однако в нём акценты были перенесены на социальные реформы, постепенно ведущие к обществу, в котором средства производства находятся в общественной собственности, а также на вопросы гендерного равноправия. Корректировка объяснялась последствиями экономического кризиса и давлением слева со стороны Социалистической народной партии, которые привели к падению процента поданных за социал-демократов голосов до 25,6 % на выборах 1973 года.
В 1993 году социал-демократы вновь пришли к власти. Основными проблемами, с которыми столкнулось правительство Поуля Нюрупа Расмуссена, были высокий уровень безработицы и сложные отношения с Европейским Союзом после того, как Дания в 1992 году отказалась ратифицировать Маастрихтский договор.

### XXI век

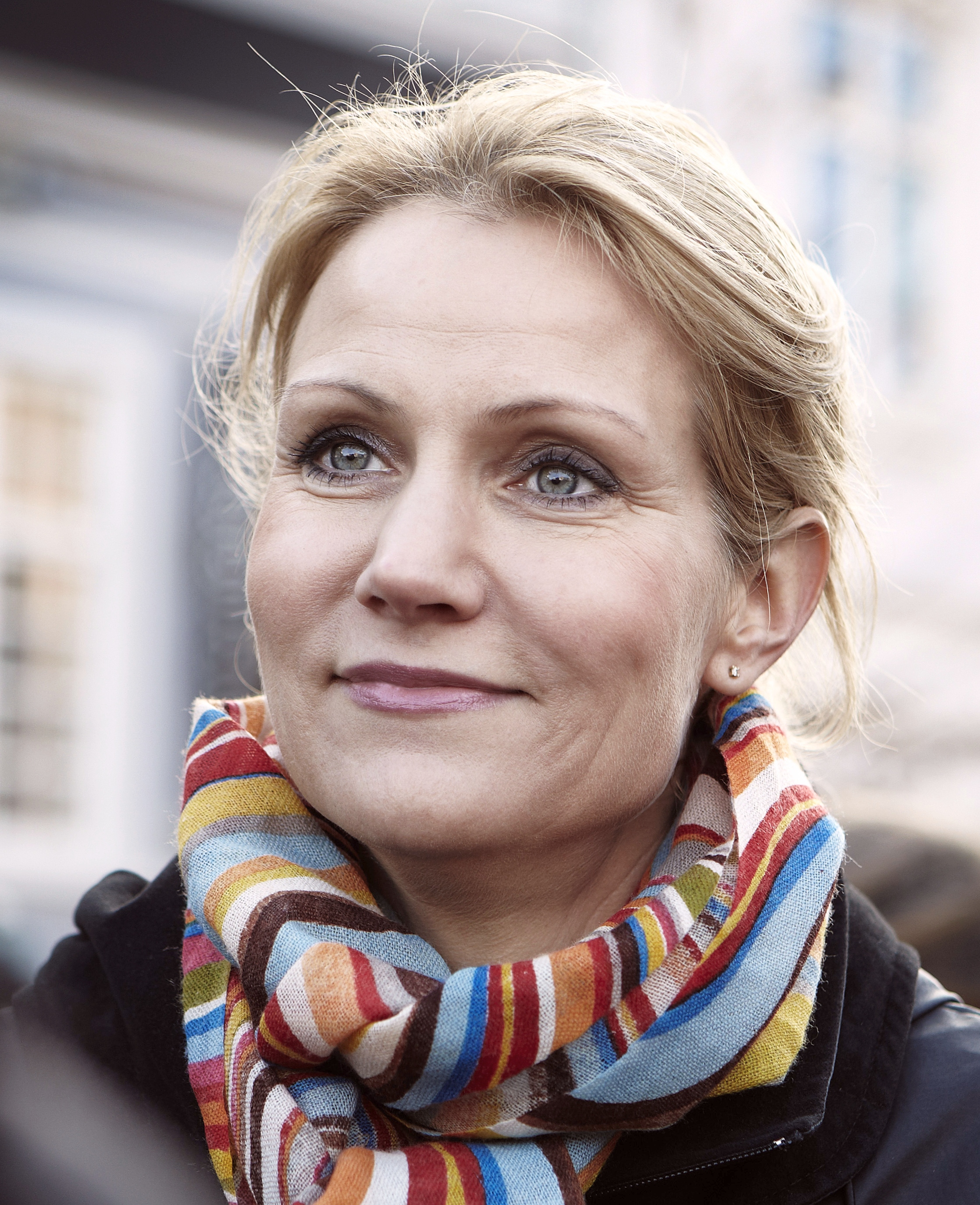
Хелле Торнинг-Шмитт, премьер-министр Дании с 2011 по 2015 год. Лидер партии в 2005—2015 годах

Несмотря на то, что правительству Расмуссена удалось решить проблему безработицы и обеспечить стране стабильное экономическое развитие в конце XX века, на выборах 2001 года социал-демократы потерпели поражение в том числе и вследствие недовольства граждан иммиграционной политикой партии.
На выборах 2005 года социал-демократы не только не смогли вернуться на лидирующие позиции, но и потеряли 5 депутатских мандатов. Выборы 2007 года также не принесли партии победу.
Левая коалиция из социал-демократов, народных социалистов, красно-зелёных и социал-либералов («Радикальная Венстре»), победила на парламентских выборах 15 сентября 2011 года, хотя сама партия получила на одно место меньше, чем в парламенте прошлого созыва. В результате Хелле Торнинг-Шмитт стала новым премьер-министром Дании.
| Количество депутатских мандатов на парламентских выборах (с 1945) и на выборах в Европарламент |
|                                                                                                |
|                                                                                                |

## Премьер-министры Дании — социал-демократы
| Премьер-министр       | Годы жизни | Занимал пост        |
| --------------------- | ---------- | ------------------- |
| Торвальд Стаунинг     | 1873—1942  | 1924—1926 1929—1942 |
| Вильхельм Бюль        | 1881—1954  | 1942 1945           |
| Ханс Хеттофт          | 1903—1955  | 1947—1950 1953—1955 |
| Ханс Кристиан Хансен  | 1906—1960  | 1955—1960           |
| Вигго Кампманн        | 1910—1976  | 1960—1962           |
| Йенс Отто Краг        | 1914—1978  | 1962—1968 1971—1972 |
| Анкер Йоргенсен       | 1922—2016  | 1972—1973 1975—1982 |
| Поуль Нюруп Расмуссен | 1943—      | 1993—2001           |
| Хелле Торнинг-Шмитт   | 1966—      | 2011—2015           |
| Метте Фредериксен     | 1977—      | 2019—               |

## Организационная структура
СДПД состоит из региональных организаций (regionsorganisationen), региональные организации из секций (forening). Высший орган — конгресс (Kongressen), между конгрессами — главное правление (hovedbestyrelsen), состоящее из председателя и членов. 
Региональные организации
Региональные организации соответствуют регионам. Высший орган региональной организации — региональная конференция (regionsrepræsentantskabsmødet), между региональными конференциями — региональное правление (regionsbestyrelsen), состоящее из председателя (regionsformand) и членов.
Секции
Секции соответствуют коммунам. Если в коммуне действует несколько секций то они образуют между собой районные организации (kredsorganisationen). Высший орган секции — общее собрание секции, между общими собраниями секции — правление секции (bestyrelse), состоящее из председателя (foreningsformand) и членов.
Смежные организации
Молодёжная организация — Союз социал-демократической молодёжи Дании (Danmarks Socialdemokratiske Ungdom). Высший орган — конгресс (kongressen), между конгрессами — национальное руководство (landsledelsen).
Пресса
Центральный печатный орган до 2001 года - газета «Актуэльт» («Aktuelt»).